# Indie folk
Indie folk es un género musical que surgió en la década de 1990 por compositores de indie rock y que poseía fuertes influencias del folk rock de los años 1950, 1960 y 1970. El género se relaciona comúnmente con subgéneros dentro del folk como: freak folk, psych folk, pop barroco y New Weird America, el género ha experimentado un crecimiento significativo de la década de 2000.
Inicialmente, las bandas y músicos más representativos del género, fueron: Jeff Buckley y Elliott Smith. Después de la década de 2000, han aparecido otras bandas que se unen al género como: Bright Eyes, The Decemberists, Iron & Wine, Beirut, Manel, Edward Sharpe and the Magnetic Zeros, Noah and The Whale, Mumford & Sons, The Lumineers o Jake Bugg, entre otros.[cita requerida]

## Elindie folken España
Dentro de este movimiento, existen bandas de rock españolas que tienen en la música folk norteamericana un elemento fundamental, como por ejemplo, los vallisoletanos Arizona Baby, formados en 2003 o los madrileños Hola a Todo el Mundo (HATEM) de 2006. Ambos han conseguido ser un claro referente dentro de este género musical.[cita requerida]
Más reciente es la propuesta de los vallisoletanos Cosmic Birds o la del grupo John Berkhout. Estos últimos muestran la versión más rural del folk estadounidense, nacida, sin embargo, en las verdes campiñas del País Vasco. Con un primer trabajo discográfico editado en 2013, ese año actuaron de teloneros de Neil Young en el Biarritz Big Festival.[cita requerida]
Ukelele Clan Band acercan el folk estadounidense a las calles de Madrid. Hasta la fecha cuentan con un primer trabajo discográfico autoproducido, "The Sun" (2012), dándose a conocer fundamentalmente a través de las redes sociales.[cita requerida]
Dentro del estilo indie folk se pueden encuadrar otras propuestas, algunas de ellas especialmente interesantes por estar ligadas a las sonoridades ibéricas más autóctonas, que de buen grado han sido acogidas por este tipo de público. Es el caso de los asturianos Lorena Álvarez y su Banda Municipal, que a partir de la música tradicional crean composiciones con letras actuales y la aparente simpleza característica del movimiento indie.
Los Hermanos Cubero, alcarreños residentes en Cataluña, fusionan con frescura la música tradicional de Castilla con el bluegrass de Kentucky, tomando como referentes de inspiración al folklorista Agapito Marazuela y a la leyenda del country Bill Monroe. Otro ejemplo es el de Caxade que plantea una creativa propuesta alejada de los corsés estilísticos habituales, y que cuenta con elementos propios de la música popular gallega. “A Dança dos Moscas” (2013) ha sido su estreno discográfico.[cita requerida]